# عرب غانا
عرب غانا (بالأكانية: Nkɔmbɔtwetwe Arabia Gaana) هم المواطنون الغانيون ذو الأصول العربية. يرجع أغلبهم إلى دول لبنان وسوريا والمغرب العربي. وتملك غانا أكبر عدد من السكان العرب في غرب أفريقيا.

## التوزيع
تعيش الغالبية العظمى من العرب في المدن والبلدات الرئيسية على الساحل الجنوبي وجنوب شرق وجنوب غرب غانا كأكرا وكيب كوست وسيكوندي تاكورادي وكذلك في تيما.